# Pszichológiai statisztika
A matematikai statisztikai módszerek pszichológiai alkalmazásának régi hagyománya van. A statisztika szó klasszikus értelemben kimutatások készítése, számszerű összefüggések összegyűjtése. A pszichológiai jelenségek leírásakor és az eredmények kiértékelésekor fokozódott az igény a megbízható mintavételre, az értékek hitelesítésére, a módszerek finomítására, mely szükségessé tette a matematikai statisztikai módszerek segítségül hívását. A pszichometriai mérések matematikai statisztikai módszerekkel történő kiértékelésének óriási gyakorlati jelentősége, valamint a valószínűségszámítás alkalmazásával jelentkező ugrásszerű fejlődése tette lehetővé a pszichológiai statisztika, mint önálló tudományág létrejöttét.

## A pszichometria
A műveltségi és pszichológiai mérések elméletével és gyakorlatával foglalkozó tudományterület, mely magába foglalja az emberi képességek, a tudás, a magatartás és személyiségjegyek mérését. Elsősorban a személyek illetve személycsoportok közti különbségek tanulmányozásával foglalkozik. Két fő kutatási szempontja: a mintavétel technikája és a mérési módszerek, valamint a mérés elméleti megközelítésének fejlesztése és finomítása. A kísérletek, megfigyelési eredmények statisztikai feldolgozását a pszichológus végzi matematikai statisztikai módszerek segítségével. Nem véletlen, hogy a matematikai statisztika elméletének kidolgozói között többen pszichológusok voltak (Charles Spearman, Louis Leon Thurstone).

## A tudományág kialakulásának története
Az első pszichometriai tanulmányok az intelligencia mérésére irányuló törekvésen alapultak. A pszichometria atyjaként gyakran említik Francis Galtont, aki mentális teszteket dolgozott ki és alkalmazott. A pszichometria eredete azonban szorosan összefügg a vele rokon pszichofizika tudományával is. Charles Spearman, az intelligenciamérési eszközök kifejlesztésének úttörője jártas volt a pszichofizikában. Louis Leon Thurstone később kidolgozta az Elsődleges Mentális Képességek Elméletét. Spearman és Thurstone jelentősen hozzájárultak a faktoranalízis elméleti és gyakorlati alkalmazásához, mely a pszichometriában széles körben alkalmazott statisztikai módszer.
Manapság a pszichometriai elméletet inkább a személyiség, magatartás, tanulmányi teljesítmény leírására valamint egészségüggyel kapcsolatos területeken alkalmazzák. Ezen összetett jelenségek mérése nehéz, kritikusai állítják, hogy az efféle mérések bonyolultak és gyakran félreértelmezhetők. A pszichometriai mérések feltétele az adatgyűjtés megismételhetősége, a mintavételi kritériumok rögzítése (hogy elkerülhető legyen a téves kiértékelés), valamint figyelembe vétele különféle mérhető fizikai tényezőknek (hő, erő), melyek direkt módon nem figyelhető meg, de megnyilvánulásukból következtetni kell rájuk.
A pszichometria széles körben alkalmazott az oktatás területén, olyan képességek felbecsülésére, mint olvasás, írás, és matematika. Ezeken a területeken alkalmazott tesztek két fő megközelítési elve a Klasszikus Tesztelmélet CTT valamint a jóval modernebb IRT Item-válaszelmélet és a Rasch-modell. A személyiség vizsgálatához használt legismertebb eszközök az Ötfaktoros Személyiségmodell (Big Five), vagy olyanok, mint a PAPI és a Myers-Briggs Típus Indikátor.

## Statisztikai alapfogalmak
A matematikai statisztikai eljárások általánosan használhatók a tudomány minden területén, módszerei általánosak, ugyanazok alkalmazhatók a műszaki- és az orvostudomány, az általános lélektan, a fejlődéslélektan, a pszichofizika és a munkapszichológia, az állat-lélektan, és a személyiség-lélektan problémáinál is, legfeljebb egyik vagy másik nagyobb hangsúlyt kap, gyakrabban kerül alkalmazásra. Minden kísérleti tudományban (amilyen a pszichológia is) a vizsgálatok eredményét vagy rögtön számokban kapjuk, vagy törekszünk azokat számokkal kifejezni.
A statisztika egyik formája a leíró statisztika: egyszerű mintával dolgozik, annak adatait igyekszik kezelhető formába önteni, jellemző értékeit kiszámítani.
Másik formája a statisztikai analízis, melynek két alapproblémája a becslés és a statisztikai összehasonlítás:
A statisztikai becslésre példa a teljes magyar lakosságban előforduló 10 éven aluliak számának megbecsülése egy adott mintacsoport kiragadott jegyei alapján. (Populáció: a teljes lakosság, minta: a populációnak egy része, a vizsgált rész). Meghatározott módszerrel kijelölhetők azok a határok, amelyek közé a valódi érték esik. Felvetődhet a probléma, hogy a becsült arány nem lesz teljesen ugyanakkora a kiragadott mintában, mint a tényleges populációban. Ahhoz, hogy a becslés helyes legyen, jó adatokra van szükség. Tehát fontos, hogy a minta csoportot milyen szempontok alapján választjuk ki. A mintának reprezentatívnak kell lennie, vagyis jellemeznie kell az egész populációt.
A statisztikai összehasonlítás feltétele, hogy mindig legyen kontroll csoport, amihez viszonyítunk. Pusztán számok alapján nem hozható döntés.

## A pszichológiában alkalmazott legfontosabb többváltozós statisztikai eljárások

### Többszörös lineáris regresszió
Olyan statisztikai eljárás, melynek segítségével egy vagy több változó értékeiből megbecsülhető egy másik változó értéke. Olyan jelenségek leírására alkalmazható, amelyek között feltehetően lineáris kapcsolat áll fenn. A módszer alkalmazható annak meghatározására, hogy a független változók hatással vannak-e a függő változóra, van-e köztük összefüggés. Használható annak meghatározására is, hogy a független változók milyen mértékben magyarázzák a függő változó ingadozását, milyen a kapcsolat erőssége. Alkalmazható a kapcsolat formájának és struktúrájának meghatározására, matematikai egyenlőség felállítására, függő változó értékeinek előrejelzésére; más független változó kontrollálására, amikor adott változó hatását vizsgáljuk. Az eljárás során a függő és független változók adatait koordináta rendszerben ábrázoljuk, majd megkeressük a ponthalmazra leginkább illeszkedő regressziós egyenest.

### Főkomponens-analízis
Olyan eljárás, melynek elsődleges célja az adatcsökkentés és összegzés. Lényege hogy gyakran nagyszámú változóval dolgozunk, amelyek egymással korrelálnak. A kezelhetőség érdekében ezek számát csökkenteni kell. Végeredményképpen a nagyszámú egymással korreláló változóból korrelálatlan változókat (főkomponenseket) képzünk. Az elemzés során az egymással kölcsönösen összefüggő változók közötti kapcsolatokat vizsgáljuk, és ezeket néhány magyarázó főkomponens alapján jelenítjük meg. Így megkönnyítjük a velük végzendő műveleteket, másrészt csökkentjük a hiba mértékét is, adataink átláthatóbbá, könnyebben értelmezhetővé válnak. Az eljárás nemcsak kérdőív-szerkesztésnél, hanem a Wechsler-féle intelligencia-tesztnél is alkalmazható, ahol a több kérdésre adott válaszokból egyetlen jelenséget, az intelligenciát célunk jellemezni.

### Faktoranalízis
Célja a közvetlenül meg nem figyelhető összefüggések azonosítása megfigyelhető változók alapján. Kisszámú faktort próbál azonosítani, mely faktorok az összefüggő változók közötti kapcsolatot jellemzik. Sok jelenség nem önmagában mérhető, hanem több viselkedés megjelenéséből lehet a létezésére következtetni. Legismertebb példája a személyiségpszichológiában alkalmazott Big Five személyiségvizsgáló kérdőív, melyet személyiségvonások faktorainak azonosításával alkottak meg. A faktoranalízis alkalmazható olyan magyarázó tényezők vagy faktorok azonosítására, amelyek az adott változók közötti korrelációt magyarázzák; kevesebb számú korrelálatlan változó azonosítására, amelyekkel az eredeti korrelált változók helyettesíthetők; és a későbbi többváltozós elemzések során. A faktoranalízis és a főkomponens analízis hasonlít egymásra, de a két eljárásnál az okság iránya fordított. A faktoranalízisnél az okság a globális értékek, vagyis a faktor felől mutat a változók felé. Míg a főkomponens analízisnél az okság iránya ellentétes.
A faktoranalízis lényege az alábbiakban foglalható össze:

a vizsgált változókat csoportosítjuk az egymás közötti korrelációjuk alapján,

egy-egy változócsoport mögött felismerhetünk egy közös komponenst, ún. faktort, amely közvetlenül nem mérhető, de jól értelmezhető,

ábrázolni lehet a változócsoportok egymáshoz való viszonyát.

### Diszkriminanciaanalízis
Olyan adatelemzési módszer, amelyet kategóriába tartozás előrejelzésére lehet használni, és amelynél a kritériumváltozó kategorizált és a becslő változók intervallumskálák. Az eljárás nagyon hasznos a pszichológiában, hiszen gyakori, hogy bizonyos kategóriába tartozást előre kell jelezni. Például, ha szeretnénk megjósolni, hogy egy új munkaerő jól fog-e teljesíteni az adott munkakörben, ha tudjuk, mi jellemzi a jól és rosszul teljesítőket, az adott személy jellemzőinek birtokában előrejelzés tehető az ő jövőbeli megfelelésére. A kiindulási esetek csoporthoz tartozása az eljárás kezdetén ismert, a később megjelenő újabb eseteké viszont nem. A módszer ezekre tesz előrejelzést. A lineáris regresszióhoz hasonlóan itt is egyenest illesztünk, olyan egyenest keresünk (diszkriminanciafüggvény) amely a becslő változók lineáris kombinációjaként a függő változók kategóriáit (elemzendő csoportok) a legjobban szétválasztja. Cél annak megállapítása, van-e szignifikáns különbség a csoportok között a becslő változók alapján; meghatározni, mely becslő változók magyarázzák a csoportok közötti különbséget a legnagyobb mértékben; a megfigyelési egységek valamely csoportba sorolása a becslő változók értékei alapján; a csoportosítás pontosságának mérése.

### Klaszteranalízis
Összefüggések halmazát vizsgálja, nem tesz különbséget függő és független változó között, hanem a változók halmazán belüli kölcsönös összefüggéseket vizsgálja. Elsődleges célja, hogy a kiválasztott változók alapján a megfigyelési egységeket relatíve homogén csoportokba rendezze. Az adott csoportba tartozó megfigyelési egységek viszonylag hasonlítanak egymásra, de más csoportok tagjaitól különböznek. A klaszterelemzés és a diszkriminanciaanalízis is csoportosítással foglalkozik. A diszkriminanciaanalízis megköveteli a klaszterba tartozás előzetes ismeretét, s ez alapján alakít ki egy csoportosító szabályt. Míg a klaszterelemzésnél előzetes ismerettel nem rendelkezünk, a csoportok az adatok alapján alakulnak ki. A módszer nagyon hasznos például a marketing területén. Így ha tudjuk, hogy a vásárlók gondolatában mely termékek alkotnak egy klasztert, ezek egymás mellé helyezésével a boltok polcain jelentős extraprofitra tehetnek szert.

### Többdimenziós skálázás
Az eljárás során a válaszadók észleléseit és preferenciáit grafikus módon jelenítik meg. Az észlelt pszichológiai összefüggéseket geometriai relációkkal többdimenziós térben ábrázolják. Ezt a geometriai ábrázolást térbeli térképnek is nevezik. A térbeli térkép tengelyeiről feltételezzük, hogy utalnak azokra a dimenziókra, vagy pszichológiai alapokra amelyek alapján a válaszadók a stimulusokra vonatkozó észleléseket és preferenciákat alkotják. Az eljárás célja a dimenziók számának és természetének meghatározása, objektumok pozicionálása dimenziók mentén, valamilyen ideálisnak tartott dolog pozicionálása. Ezt az eljárást is gyakran alkalmazzák marketing-kutatásban. Például fogkrémek megítélése és elhelyezése a térképen két fontos dimenzió: a friss lehelet és a fogszuvasodás megelőzése alapján.